# 島根大学教育学部附属義務教育学校
島根大学教育学部附属義務教育学校（しまねだいがくきょういくがくぶふぞくぎむきょういくがっこう）は、島根県松江市にある国立の義務教育学校。

## 歴史
2019年（平成31年）4月1日、島根大学教育学部附属小学校と島根大学教育学部附属中学校が統合されて島根大学教育学部附属義務教育学校が設立された。小学校は当校前期課程、中学校はその後期課程となる。

## 任務
島根大学教育学部に附属する教育機関として以下の任務を担っている。
- 教育学部の教育研究計画と密接な連携のもとに、初等・中等教育の理論及び実践に関する研究ならびにその実験・実証に寄与する。
- 教育学部の計画に従い、教育学部の学生の観察・参加・実習にあたる｡
- 当校における教育研究の成果を公開、また公立学校の研究や現職教育に協力して、島根県内の小学校・中学校にて行われる教育の進展に寄与する。

## 教育目標
- 新しい時代を切り拓き、社会に貢献しようとする子どもの育成
- 豊かな感性を育み、創造的に探究し続ける子どもの育成
- 人とのかかわりを大切にし、共に伸びていく子どもの育成

## 学校行事
- 4月 始業式・入学式
- 5月
- 6月 体育会
- 7月
- 8月
- 9月
- 10月
- 11月 音楽会/コンサート
- 12月 終業式
- 1月 始業式
- 2月
- 3月 卒業式・終業式

## 生徒会活動・部活動など

### 前期課程

#### 児童会
- 児童集会
- 生活委員会
- 保健委員会
- 図書委員会
- 放送委員会
- 環境委員会
- 美化委員会
- 体育委員会

### 後期課程

#### 生徒会
- 生徒議会
- 総務委員会
- 保健委員会
- 文化委員会
- 体育委員会
- 広報委員会
- 図書委員会
- 安全委員会

#### 運動部
- 陸上
- サッカー
- ソフトテニス
- バスケットボール（男子）
- 卓球
- 剣道

#### 文化部
オーケストラ部は山陰唯一のオーケストラ部である。
コーラス部は全国大会の常連校である強豪校である。
- 美術
- オーケストラ
- コーラス

## 所在地
前期課程
〒690-0882 島根県松江市大輪町416-4
後期課程
〒690-0824 島根県松江市菅田町167-1

## 学校周辺
- 児守稲荷神社
- 千手院 - しだれ桜は市指定文化財
- 島根大学旧奥谷宿舎 - 国の登録有形文化財
- 島根大学総合博物館アシカル
- 菅田庵 - 国の史跡および名勝

## 交通
JR山陰本線松江駅から、松江市営バスまたは一畑バスを利用

### 松江市営バス
- 1番乗り場「北循環内回り」にて、「附属中学校前」下車
- 2番乗り場「大学川津行き」にて、「石橋町」下車
- 2番乗り場「あじさい団地行き」にて、「附属小学校前」下車

### 一畑バス
- 2番乗り場「美保関ターミナル行き」にて、「石橋町」下車

## 関係者

### 出身者

#### 島根大学教育学部附属中学校
- 佐野史郎 - 俳優
- 澄田信義 - 島根県知事
- 出雲阿国 - お笑い芸人
- 園山俊二 - 漫画家
- 矢富盟祥 - 金沢大学名誉教授
- 田中俊太郎 - バリトン歌手
- 田中伸一 - テノール歌手、指揮者
- 奥村康 - 順天堂大学名誉教授